# Heterophyllium affine
Heterophyllium affine là một loài Rêu trong họ Sematophyllaceae. Loài này được (Hook.) M. Fleisch. miêu tả khoa học đầu tiên năm 1923.